# نادي الترسانة (ليبيا)
نادي الترسانة الليبي هو أحد الأندية الرياضية في ليبيا ويقع في سوق الجمعة بطرابلس.تأسس سنة 1947 من مجهودات أبناء منطقة سوق الجمعة الذين قرروا تأسيس نادي يجمع نشاطهم ويكون فيه ملتقاهم تحت اسم (النادي العربي)، وحيث كان النادي أحد أهم مراكز الحركة الوطنية التي تنامى إتقادها قبل إعلان الاستقلال، الأمر الذي جعله ينال ما نالته تلك الحركة من القمع والبطش الذي مارسته سلطات الإدارة البريطانية وزبانيتها الذين كانوا يعدون بدعم من الإنجليز لاغتصاب السلطة، وهو ما أدى إلى إقفال النادي.
ومع بداية الخمسينات بدأ شباب سوق الجمعة لم شتاتهم لتأسيس النادي من جديد، وكان لهم ذلك سنة 1951، إلا أنه لم يُعترف بتسجيله رسمياً إلا في أواخر 1954 حيث عرف باسم «نادي الهلال»، وكان مقره في «سوق الجمعة القديم»، وشارك النادي في عدة بطولات كان أكثرها في مدينة طرابلس.
وفي السبعينيات صدر قرار بمنع ازدواجية أسماء الاندية فتحول اسم النادي من «الهلال» إلى «الترسانة» ومنذ ذلك الحين عرف بهذا الاسم.
وكان لنادي الترسانة إنجازات كثيرة لعل أهمها ليس في كرة القدم، بل كانت في كرة الطائرة، حيث مثل ليبيا في البطولة العربية الأولى 1978، التي أقيمت بطرابلس وتحصل نادي الترسانة علي كأس البطولة.
كذلك كان نادي الترسانة الليبي عماد منتخب ليبيا الذي شارك في كأس العالم للكرة الطائرة بالأرجنتين سنة 1982 والذي يعتبر الإنجاز الأكبر لكرة الطائرة والأندية الليبية. وكان لهذا النادي صولات وجولات على مستوى الألعاب الفردية مثل (الجولف) التي احتكرها النادي لفترة طويلة، كما كان للنادي شرف احتضان لاعبين متميزين في ألعاب القوى مثل (فتحي عبود) بطل أفريقيا في الوثب الثلاثي.
وفي النشاط الثقافي كان نادي الترسانة الأبرز خلال سبعينات وثمانينات القرن الماضي حيث فاز بكل المسابقات الثقافية التي تم تنظيمها علاوة على حصوله على كأس النشاط المتكامل لأكثر من مرة.
ورؤس هذا النادي العديد من سكان المنطقة مثل المهندس نور الدين محمد لكلوك والأمين فحيمة والعديد من المدربين وكانت أفضل فترات للنادي في التسعينيات وبداية الالفية التانية.
قائمة لاعبي فريق الترسانة 2007
| تسلسل | اسم اللاعب                    | الجنسية    | تاريخ الميلاد |
| ----- | ----------------------------- | ---------- | ------------- |
| 1     | أبوبكر دوزان                  | ليبيا      | 1977          |
| 2     | عماد عامر الخافي              | ليبيا      | 1974          |
| 3     | إسماعيل أبوبكر السهيلي        | ليبيا      | 1976          |
| 4     | عبد الحكيم بلقاسم ارحومة      | ليبيا      | 1987          |
| 5     | مراد سعد ضو موسى              | ليبيا      | 1976          |
| 6     | محمد فتحي محمد فارس           | ليبيا      | 1984          |
| 7     | عز الدين فرج المصراتي         | ليبيا      | 1973          |
| 8     | عبد الله أحمد عبد الله الجديد | ليبيا      | 1976          |
| 9     | جلال محمد البيدي              | ليبيا      | 1986          |
| 10    | أبوبكر كايتا                  | غينيا      | 1986          |
| 11    | خيري عبد العظيم عيسى          | ليبيا      | 1985          |
| 12    | علي آدم عبد الكريم علي        | ليبيا      | 1988          |
| 13    | أيمن محمد شهوب صالح           | ليبيا      | 1986          |
| 14    | حمزة امحمد محمد نصر           | ليبيا      | 1986          |
| 15    | علاء الدين علي أبوشاقور       | ليبيا      | 1978          |
| 16    | محمد عبد الله انبية           | ليبيا      | 1985          |
| 17    | بيلو عبد اللطيف اديسا         | نيجيريا    | 1988          |
| 18    | خالد خليفة الرعيض             | ليبيا      | 1974          |
| 19    | محمد سمير قاسم                | فلسطين     | 1986          |
| 20    | اولي زونس هوجس                | ساحل العاج | 1982          |
| 21    | عادل اشتيوي محمد              | ليبيا      | 1971          |
| 22    | رمضان التهامي رمضان           | ليبيا      | 1985          |
| 23    | فيصل عمر يحيى قرقاب           | ليبيا      | 1988          |
| 24    | محمد جمعة المحمودي            | ليبيا      | 1983          |

المدرب: محمد العايب

## إنجازات الفريق
- كرة اليد : بطل دوري الدرجة الثانية لكرة اليد 2009/2010[1]
- كرة الطائرة : البطولة العربية للكرة الطائرة للأندية 1978[2]